# Sylvie Groulx
Pour les articles homonymes, voir Groulx.
Sylvie Groulx est une réalisatrice et scénariste québécoise, née à Montréal, au Québec (Canada). Elle a notamment participé à fonder les Rendez-vous du cinéma québécois ainsi que le centre de distribution Les Films du 3 mars.

## Biographie
Sylvie Groulx pratique un cinéma engagé qui reflète les transformations sociales. Une bien belle ville (1976) traite du logement dans les quartiers défavorisés de Montréal. Le Grand Remue-ménage, coréalisé avec Francine Allaire en 1978, dénonce avec humour les stéréotypes sexuels.  
Sylvie Groulx contribue à créer, en 1982, les Rendez-vous du cinéma québécois.  
En 1986, elle coréalise Entre deux vagues avec Richard Boutet, une réflexion sur la place des jeunes dans notre société. Elle poursuit la réflexion sur ce thème avec Chronique d'un temps flou (1988) qui trace le portrait de jeunes Québécois. En 1991, avec la série documentaire Grandir, elle traite d'un sujet encore controversé : l'éducation à la sexualité des jeunes de 9 à 12 ans. 
En 1995, elle signe son premier film de fiction, J'aime, j'aime pas, étude de mœurs centrée sur une mère célibataire de dix-sept ans, interprétée par Lucie Laurier. Sylvie Groulx revient au documentaire en 2000 avec À l'ombre d'Hollywood, une réflexion sur l'avenir de la diversité culturelle et du cinéma d'auteur, dans laquelle plusieurs metteurs en scène livrent leur point de vue (Miloš Forman, Bertrand Tavernier, Denys Arcand, Margarethe von Trotta, Jean-Charles Tacchella, Agnieszka Holland ...).
En 2005, à la suite de la fermeture de l'organe de distribution Cinéma Libre, elle s'implique avec d'autres cinéastes dans la fondation de l'OBNL Les Films du 3 mars, destiné à la distribution et à la diffusion de films indépendants. 
En 2006, elle réalise La classe de madame Lise où elle suit pendant près d'un an une classe d'un quartier multiethnique. Le film montre l'évolution d'une vingtaine d'enfants qui entament leur vie scolaire, alors que certains ne parlent pas bien le français. Le film obtient le prix Jutra du meilleur documentaire.  
En 2012, elle signe La Passion selon Gabriel, un portrait intimiste de son oncle, le comédien Gabriel Gascon. En 2013, Sur les étages propose un regard de l’intérieur sur la profession infirmière en mettant en lumière l’art du soin tel qu'incarné par Sissy, jeune infirmière passionnée exerçant sur les divers étages d’un hôpital. 

## Filmographie

### Comme réalisatrice et scénariste
- 1976 : Une bien belle ville (court métrage)
- 1978 : Le grand remue-ménage
- 1985 : Entre deux vagues (moyen métrage)
- 1988 : Chronique d'un temps flou
- 1989 : Qui va chercher Giselle à 3h45? (moyen métrage)
- 1990 : Complément direct (court métrage)
- 1991 : Grandir (série documentaire en 3 épisodes)
- 1995 : J'aime j'aime pas
- 2000 : À l'ombre d'Hollywood (version TV en 3 épisodes et version longue pour le cinéma)
- 2003 : L'homme trop pressé prend son thé à la fourchette
- 2005 : La Classe de Madame Lise
- 2012 : La Passion selon Gabriel
- 2013 : Sur les étages

### Comme scénariste
- 1992 : Le petit cirque ordinaire (court métrage)

### Comme monteuse
- 1985 : Entre deux vagues

## Distinctions

### Récompenses
- Festival populaire de l'image de Montréal 1976 : Grand prix du jury pour Une bien belle ville
- Prix André-Leroux 1989 : meilleur moyen métrage pour Qui va chercher Giselle à 3h45?
- L'Alliance pour l'enfant et la télévision 1991 : prix d'excellence pour la série Grandir
- Festival de l'audiovisuel ADAT 1991 : meilleure adaptation pédagogique pour Grandir
- Prix Sartec 1996 : meilleur scénario de long métrage pour J'aime j'aime pas
- Prix Luce-Guilbault 1996 : meilleure interprétation féminine pour Lucie Laurier (J'aime j'aime pas)
- Gémeaux 2003 :
  - Meilleur son pour L'homme trop pressé prend son thé à la fourchette
  - Meilleure musique originale - documentaire pour L'homme trop pressé prend son thé à la fourchette
- Jutras 2006 : meilleur documentaire pour La classe de madame Lise

### Nominations
- Association québécoise des critiques de cinéma 1988 : meilleur long métrage pour Chronique d'un temps flou

- Gémeaux 1991 :
  - Meilleure réalisation pour Grandir
  - Meilleure animation jeunesse pour Grandir
- Jutras 1996 : meilleure première œuvre de fiction pour J'aime j'aime pas
- Génie 1996 : 
  - Meilleure première œuvre de fiction pour J'aime j'aime pas
  - Meilleur second rôle féminin pour Manon Miclette (J'aime j'aime pas)
- Association québécoise des critiques de cinéma 2000 : meilleur long métrage pour À l'ombre d'Hollywood
- Association québécoise des critiques de cinéma 2006 : meilleur long métrage pour La classe de madame Lise
- Gémeaux 2006 : meilleure direction photo pour La classe de madame Lise
- Gémeaux 2013 : 
  - Meilleur montage pour Sur les étages
  - Meilleur bande sonore pour Sur les étages